# Az újonc (televíziós sorozat)
Az újonc (eredeti cím: The Rookie) amerikai bűnügyi vígjátéksorozat, amelyet Alexi Hawley alkotott meg. A sorozat premierje 2018. október 16-án volt az ABC csatornán. Magyarországon 2019. március 26-án mutatták be a Viasat 3 csatornán. A főbb szerepekben Nathan Fillion, Alyssa Diaz, Richard T. Jones, Titus Makin Jr., Mercedes Mason, Melissa O'Neil, Afton Williamson és Eric Winter látható.
2025 áprilisában berendelték a sorozat 8. évadát.

## Történet
Vidékről Los Angelesbe költözik John Nolan, ahol a legidősebb rendőr újonc lesz. A felettesei közül néhányan szkeptikusan néznek rá, és csődtömegnek tartják. Problémát jelent, hogy ha nem képes lépést tartani a fiatalabb rendőrökkel és a bűnözőkkel, akkor azzal életeket tehet kockára, beleértve a sajátját és a társai életét. Nolan sok hibát követ el, de megpróbálja az előnyére fordítani élettapasztalatát, eltökéltségét és humorérzékét.

## Szereplők
Főszereplő      Vendég      Visszatérő       visszaemlékezés
| Szereplő      | Rang                                      | Színész(nő)      | Magyar hang                              | Évadok | Évadok | Évadok | Évadok | Évadok | Évadok | Évadok | Évadok |  |
| Szereplő      | Rang                                      | Színész(nő)      | Magyar hang                              | Évadok | 1.     | 2.     | 3.     | 4.     | 5.     | 6.     | 7.     |  |
| ------------- | ----------------------------------------- | ---------------- | ---------------------------------------- | ------ | ------ | ------ | ------ | ------ | ------ | ------ | ------ |  |
| John Nolan    | rendőrtiszt majd kiképző tiszt            | Nathan Fillion   | Czvetkó Sándor                           | 1-     |        |        |        |        |        |        |        |  |
| Angela Lopez  | rendőrtiszt majd nyomozó                  | Alyssa Diaz      | Haumann Petra                            | 1-     |        |        |        |        |        |        |        |  |
| Wade Grey     | őrmester II majd hadnagy                  | Richard T. Jones | Bognár Tamás                             | 1-     |        |        |        |        |        |        |        |  |
| Lucy Chen     | rendőrtiszt majd őrmester                 | Melissa O’Neil   | Bogdányi Titanilla                       | 1-     |        |        |        |        |        |        |        |  |
| Tim Bradford  | kiképző tiszt majd őrmester               | Eric Winter      | Makranczi Zalán Bozsó Péter (5. évadtól) | 1-     |        |        |        |        |        |        |        |  |
| Wesley Evers  | ügyvéd                                    | Shawn Ashmore    | Horváth Illés Suhajda Dániel (2. évad)   | 1-     |        |        |        |        |        |        |        |  |
| Jackson West  | rendőrtiszt †                             | Titus Makin      | Ember Márk                               | 1-3.   |        |        |        |        |        |        |        |  |
| Zoe Andersen  | százados †                                | Mercedes Mason   | Németh Kriszta                           | 1.     |        |        |        |        |        |        |        |  |
| Talia Bishop  | kiképző tiszt                             | Afton Williamson | Németh Borbála                           | 1.     |        |        |        |        |        |        |        |  |
| Nyla Harper   | nyomozó                                   | Mekia Cox        | Zsigmond Tamara                          | 2-     |        |        |        |        |        |        |        |  |
| Bailey Nune   | tűzoltó                                   | Jenna Dewan      | Laudon Andrea                            | 3-     |        |        |        |        |        |        |        |  |
| Aaron Thorsen | (újonc) rendőrtiszt                       | Tru Valentino    | Timon Barna                              | 4-6    |        |        |        |        |        |        |        |  |
| Celina Juarez | újonc rendőrtiszt                         | Lisseth Chavez   | Rigler Renáta Lamboni Anna (6. évadtól)  | 5-     |        |        |        |        |        |        |        |  |
| James Murray  | rendőrség közösségi központjának vezetője | Arjay Smith      | Varga Rókus                              | 3-     |        |        |        |        |        |        |        |  |
| Miles Penn    | újonc                                     | Deric Augustine  |                                          | 7-     |        |        |        |        |        |        |        |  |
| Seth Ridley   | újonc                                     | Patrick Keleher  |                                          | 7-     |        |        |        |        |        |        |        |  |

## Évados áttekintés
| Évad | Évad | Részek száma | Részek száma | Eredeti sugárzás     | Eredeti sugárzás  | Eredeti adó         | Magyar sugárzás      | Magyar sugárzás | Magyar adó |
| Évad | Évad | Részek száma | Részek száma | Évadbemutató         | Évadzáró          | Eredeti adó         | Évadbemutató         | Évadzáró        | Magyar adó |
| ---- | ---- | ------------ | ------------ | -------------------- | ----------------- | ------------------- | -------------------- | --------------- | ---------- |
|      | 1.   | 20           | 20           | 2018. október 16.    | 2019. április 16. |                     | 2019. március 26.    | 2019. május 28. |            |
|      | 2.   | 20           | 20           | 2019. szeptember 29. | 2020. május 10.   | 2020. március 19.   | 2020. november 17.   |                 |            |
|      | 3.   | 14           | 14           | 2021. január 3.      | 2021. május 16.   | 2021. november 3.   | 2021. december 15.   |                 |            |
|      | 4.   | 22           | 22           | 2021. szeptember 26. | 2022. május 15.   | 2022. április 15.   | 2022. július 15.     |                 |            |
|      | 5.   | 22           | 22           | 2022. szeptember 25. | 2023. május 2.    | 2023. március 30.   | 2023. június 8.      |                 |            |
|      | 6.   | 10           | 10           | 2024. február 20.    | 2024. május 21.   | 2024. június 20.    | 2024. július 3.      |                 |            |
|      | 7.   | 18           | 18           | 2025. január 7.      | 2025. május 13.   | 2025. szeptember 1. | 2025. szeptember 24. |                 |            |
|      | 8.   | 18           | 18           | 2026. január         | ?                 |                     |                      |                 |            |